# Nemesszalók
Nemesszalók je vesnice v Maďarsku v župě Veszprém, spadající pod okres Pápa. Nachází se asi 12 km jihozápadně od Pápy, 15 km severovýchodně od Celldömölku a 32 km východně od Sárváru. V roce 2015 zde žilo 888 obyvatel, z nichž 85,5 % tvoří Maďaři.
Nemesszalók leží na silnicích 834 a 8411. Je přímo silničně spojen s obcemi Adorjánháza, Dabrony, Iszkáz, Kisszőlős, Külsővat, Marcalgergelyi, Mersevát, Mihályháza, Nyárád, Vid a Vinár. U Nemesszalóku se vlévá potok Szalóki do potoka Hajagos, který se vlévá do řeky Marcal.
V Nemesszalóku se nacházejí tři kostely, z nichž je jeden, Szent Fülöp apostol templom, katolický, jeden evangelický a jeden reformovaný. Nachází se zde též hřbitov, restaurace, obchod, bufet a hospoda.